# Golfe Toronéen
Le golfe Toronéen ou plus rarement Toronaïque (en grec moderne : Τορωναίος Κόλπος, Toronéos Kólpos) est un golfe de la mer Égée situé en Chalcidique, et qui sépare les péninsules de Sithonie et de Cassandra.
Il tire son nom de la ville de Torone. Il est relié au golfe Thermaïque par le canal de Potidée, creusé dans l'Antiquité à travers la partie la plus étroite de la péninsule de Cassandra, juste au nord de Potidée. 

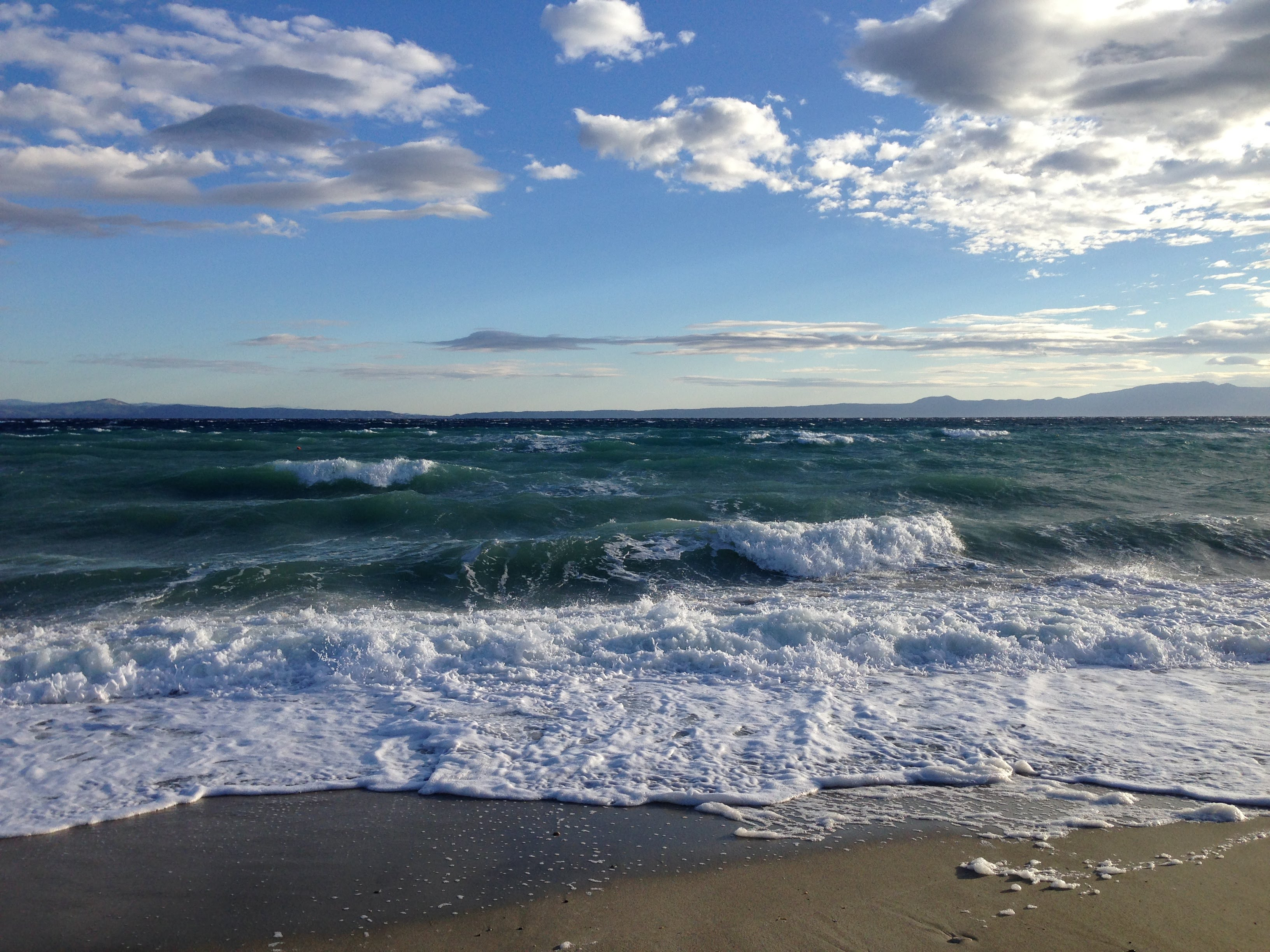
Golfe Toronéen